# Pete Cashmore
Pete Cashmore (Escòcia, 1985) és el fundador de Mashable, un dels blogs de notícies d'internet més influents.
Va néixer el 18 de setembre de 1985 i va créixer a Banchory. L'any 2005 va fundar Mashable a Aberdeen, una petita ciutat d'Escòcia fins als 19 anys.
El 2009, Cashmore va entrar en el Top 25 de Celebritats Web de la revista Forbes i en el Top 10 dels "Game Changers" (modificadors de les regles del joc) de The Huffington Post. Setmanalment, escriu una columna sobre tecnologia i social mitjana en la CNN.
Pete Cashmore és un dels usuaris més seguits a la xarxa de microblogging Twitter i té més de tres milions de seguidors.
Mashable ha estat triat com a lectura obligatòria per Fast Company i PC Magazine, i BusinessWeek l'ha qualificat com un dels blogs més rendibles del món.